# SBX-1 (schip, 2002)
Sea-based X-Band Radar of SBX-1 is een drijvend radarstation, bedoeld om ballistische raketten te detecteren. Het is een onderdeel van het Missile Defense Agency (MDA) van de Verenigde Staten. Het vijfde generatie halfafzinkbare platform is een CS50-ontwerp dat als Moss Sirius is gebouwd in 2002 bij Vyborg Shipyard. De afbouw vond daarna plaats bij AmFELS in Brownsville, Texas. De radar werd gebouwd en op het platform geplaatst bij Kiewit in Ingleside, Texas. Het is uitgerust met een dynamisch positioneringssysteem.

## Radar
De radar bestaat uit vele kleine radomes en een enkele phased-array, 1800 ton wegende X-band radar antenne. De radar heeft een oppervlakte van 384 vierkante meter, meer dan 30.000 transceivers die in een ruime configuratie zijn geplaatst. Deze configuratie maakt de zeer lange afstandswaarneming mogelijk die nodig is voor Terminal High Altitude Area Defense (THAAD) om een ballistische raket in midvlucht te detecteren. De radar heeft meer dan één megawatt vermogen nodig.
De radar is afgeleid van de radar die gebruikt in het Aegis combat system en maakt deel uit van het gelaagde Ballistic Missile Defense (BMDS) programma van het Amerikaanse National Missile Defense. Een belangrijk verschil met Aegis is dat SBX gebruikmaakt van de X-band. Aegis gebruikt de S-band en de Patriot gebruikt de C-band. Het platform is ontworpen en gebouwd door Raytheon Integrated Defense Systems voor Boeing, de hoofdaannemer van het project.

## MDA
Het platform maakt deel uit van het mid-phase missile defense systeem dat wordt ontplooid door de MDA. Doordat het platform zeegaand is, kan het ingezet worden waar nodig. Vaste radars hebben een beperkt bereik door de kromming van de Aarde.
Het is gestationeerd bij Adak Island in Alaska, maar kan de Grote Oceaan doorkruisen om inkomende ballistische raketten te detecteren.

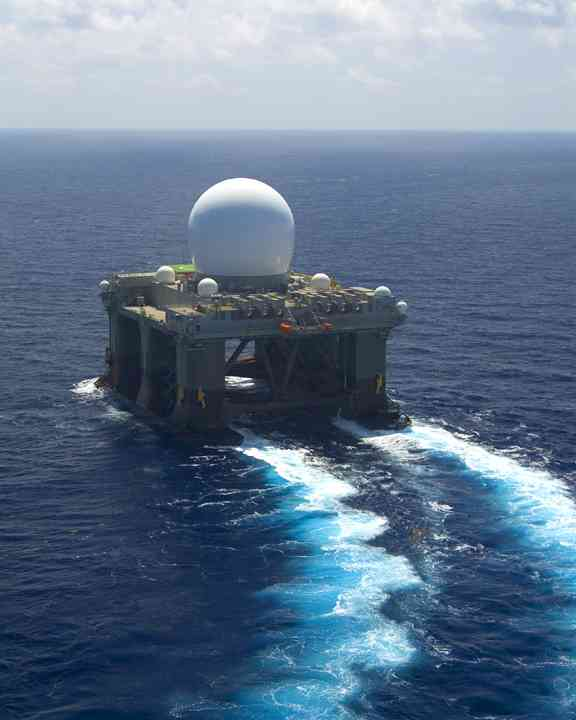
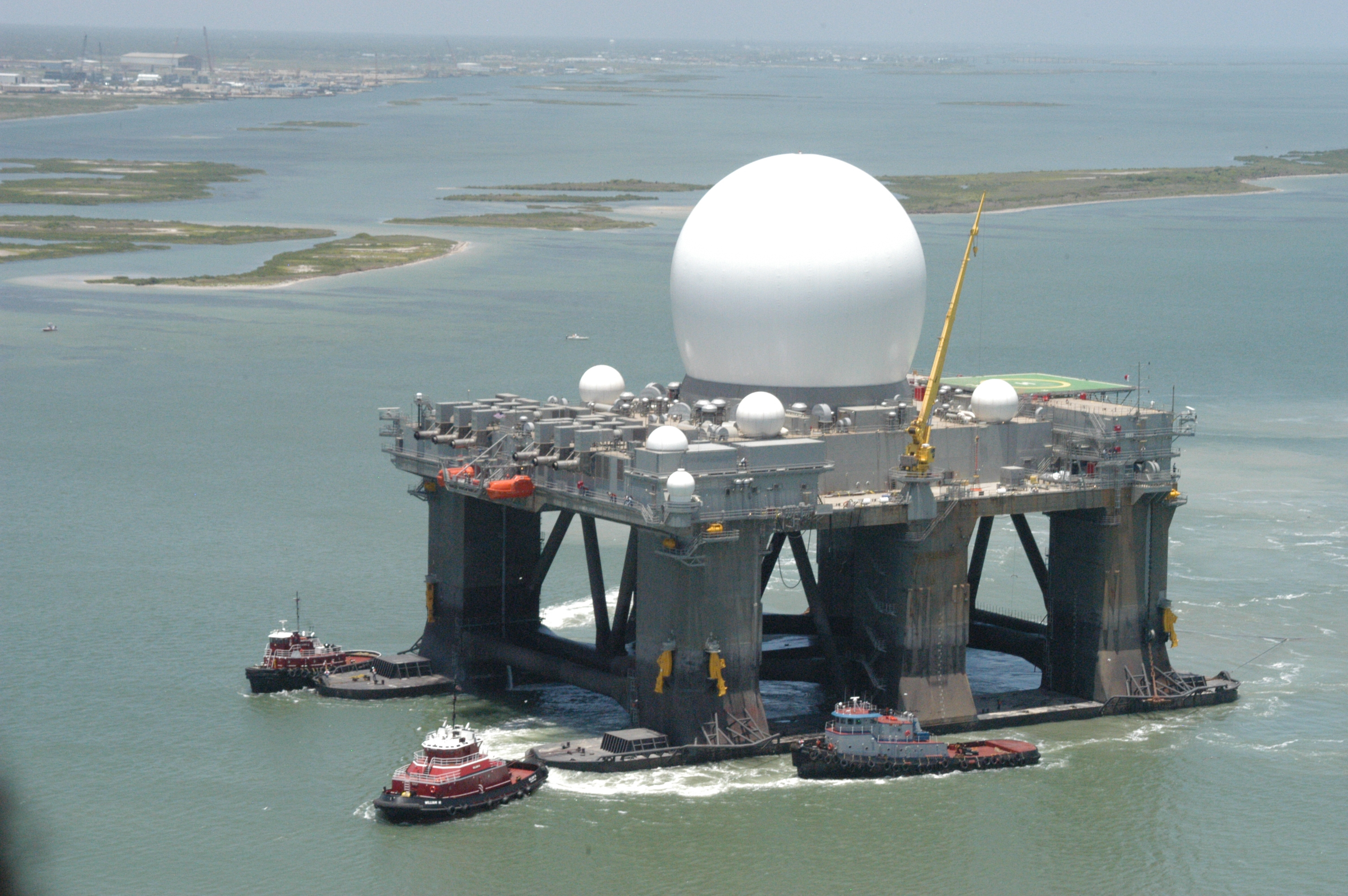
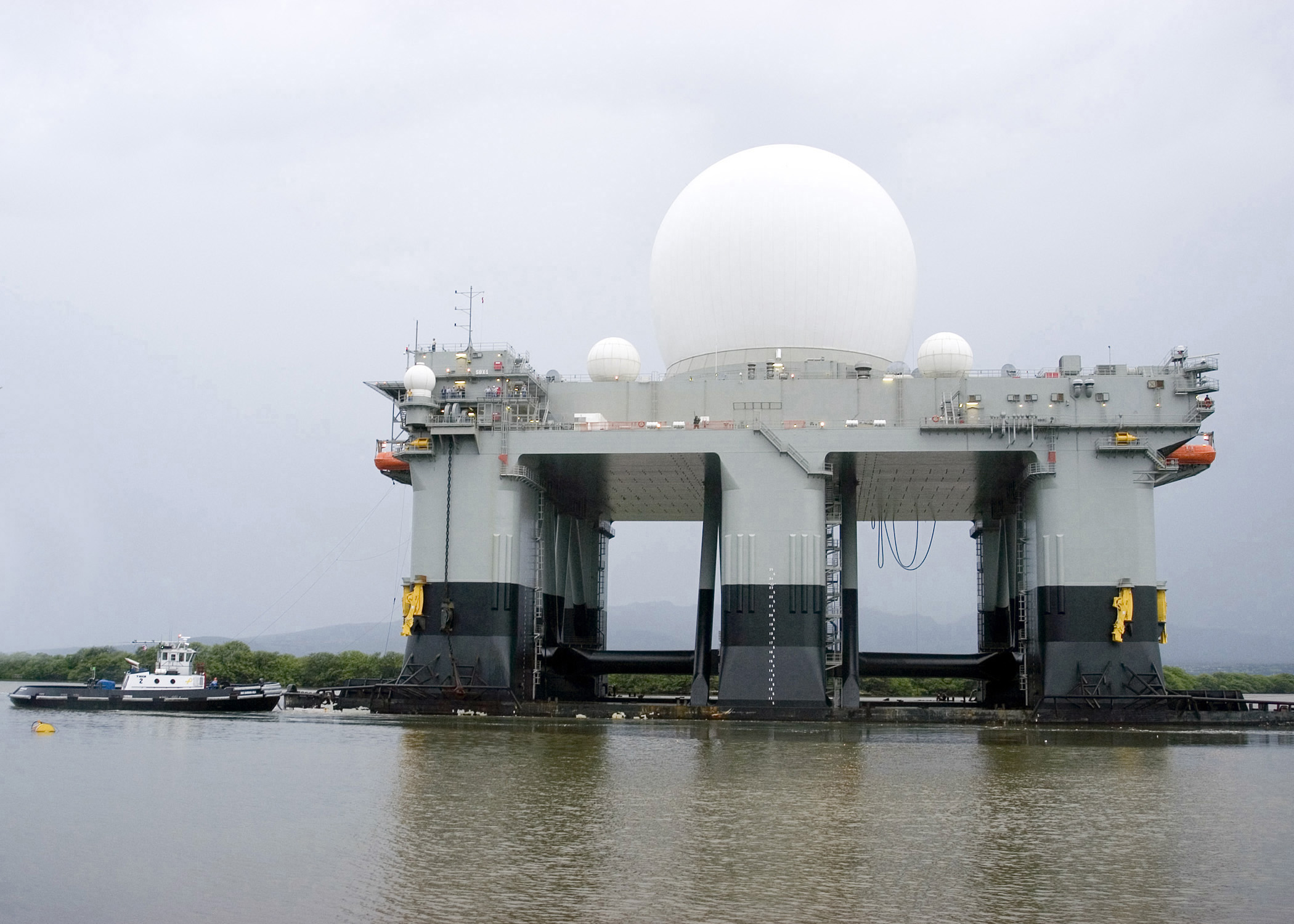

## Referentie
Big rigs: Large, powerful radar systems underpin U.S. missile-defense efforts, Goodman, Glen W., C4ISR pp. 26-28, March 2006.